# Diecéze San Marcos de Arica
Diecéze San Marcos de Arica je římskokatolická diecéze nacházející se v Chile.

## Území
Zahrnuje území regionů Arica a Parinacota.
Biskupským sídlem je město Arica, kde se nachází hlavní chrám, katedrála svatého Marka.

## Historie
Přítomnost katolické církve na tomto území se spojuje s rokem 1536, kdy dominikánští řeholníci vedení Diegem de Almagro sloužili na úpatí kopce Morro první mši při svátku svatého apoštola Marka.
Dne 17. února 1959 byla bulou Quibus a Deo papeže Jana XXIII. zřízena z části území diecéze Iquique územní prelatura Arica. Původně byla sufragánou arcidiecéze La Serena, ale 28. června 1967 přešla do církevní provincie Antofagasta.
Dne 29. srpna 1986 byla bulou Qua tenemur graviter papeže Jana Pavla II. povýšena na diecézi. Dne 12. října 2011 získala dekretem Multum conferre Kongregace pro biskupy současný název.

## Seznam územních prelátů a biskupů
- Ramón Salas Valdés, S.J. (1963–1993)
- Renato Hasche Sánchez, S.J. (1993–2003)
- Héctor Eduardo Vargas Bastidas, S.D.B. (2003–2013)
  - Mons. James Sharp Langan (2013–2014) apoštolský administrátor
- Moisés Carlos Atisha Contreras (od 2014)